# Гарай и Бесерра, Томас де
Томас де Гарай и Бесерра (исп. Tomás de Garay y Becerra; ок. 1566, Асунсьон, Губернаторство Рио-де-ла-Плата и Парагвай — 1608, Асунсьон, Губернаторство Рио-де-ла-Плата и Парагвай) — испанский дворянин и военный, дослужившийся до звания капитана. Дважды занимал должность вице-губернатора Буэнос-Айреса (1603, 1605).

## Биография

### Происхождение семьи и ранние годы
Томас де Гарай-и-Бесерра родился около 1566 года в городе Асунсьон, столице провинции Рио-де-ла-Плата и Парагвая. Его родителями были Хуан де Гарай Очандиано и Мендьета Сарате (1528—1583), основатель первого Санта-Фе в 1573 году и второго Буэнос-Айреса в 1580 году, и его жены Изабель де Бесерра-и-Мендоса (ок. 15325 — ок. 1608).
Его дедушкой и бабушкой по отцовской линии были дворяне Клементе Лопес де Очандиано и Хунциано и Лусия де Мендьета и Сарате. Он также был внуком по материнской линии капитана Франсиско де Бесерра (1511—1553) и его жены Изабель де Контрерас Мендоса. Прадедом по материнской линии были эстремадурско-испанский дворянин Альваро де Контрерас-и-Карвахал, смотритель крепости Мерида, и его жена Хуана Каррильо де Мендоса.
У него было пять братьев и сестер, старшими были Мария де Гарай, замужем за генералом Гонсало Мартелем де Кабрера, а затем за капитаном Педро Гарсиа де Арредондо, Херонима де Гарай, вышедшая замуж за Эрнандо Ариаса де Сааведра «Эрнандариаса», и Хуан де Гарай «эль Лехитимо», женатый на Хуане де Сааведра-и-Санабриа, а младшая Ана де Гарай вышла замуж за племянник епископа по имени Гонсало де Луна-и-Трехо и самый младший из всех — Кристобаль де Гарай-и-Бесерра. У него также был сводный брат по отцовской линии по имени Хуан де Гарай эль Мосо, который был метисом испано-чиригуано.

### Карьера
Будучи представителем колониальной аристократии, Томас де Гарай Бесерра стал дворянином Священной канцелярии, затем в 1586 году он был назначен советником совета (кабильдо) Асунсьона.
Около 1588 года он женился на Хуане де Моралес, и позже они поселились в городе Буэнос-Айрес. Он был снова назначен советником, но на этот раз в совета (кабильдо) Буэнос-Айреса в 1592 году.
Томас де Гарай был избран мэром Буэнос-Айреса в 1596 году и позднее был назначен генеральным прокурором, для чего ему пришлось заниматься несколькими запросами в Лиме, столице вице-королевства Перу.
Впоследствии он был назначен временным вице-губернатором Буэнос-Айреса с середины до конца 1603 года и снова с 1 января 1605 года до середины того же года.
Между январенм и ерединой июля 1608 года Томас де Гарай скончался в Асунсьоне. Его останки были перевезены в Буэнос-Айрес и захоронены в церкви монастыря Сан-Франсиско.

### Брак и потомство
Капитан Томас де Гарай-и-Бесерра женился около 1588 года в городе Асунсьон на Хуане де Моралес-и-Прието (ок. 1568—1608), дочери нотариуса Эрнандо де Моралеса, который отправился в Рио-де-ла-Плата с аделантадо Мендосой и его женой Каталиной Прието, от брака с которой у него было трое детей:
- Хуан де Гарай и Моралес (род. около 1589), который был неженатым и не имеет документально подтвержденных потомков.
- Хуана де Гарай и Моралес (род. около 1593, Буэнос-Айрес), которая поселилась в Асунсьоне. Её первым мужем около 1613 года стал капитан Педро де Мендоса Вальдерамма, сын вице-губернатора Асунсьона Педро Санчеса де Вальдеррамы и его жены Марианы де Мендосы, от брака с которым у неё был один сын Томас де Гарай-и-Мендоса. В 1619 году она вторично вышла замуж за капитана Агустина де Инсаурральде, от брака с которым у неё было четверо детей.
- Мария де Гарай Моралес (род. около 1606), вышедшая замуж за Франсиско де Мело.